# Guizhou Daily
Guizhou Daily ((ZH) ) è il più grande giornale di provincia per numero di lettori della provincia cinese meridionale di Guizhou.

## Storia
Fondati dopo la guerra civile cinese, Guizhou Daily e Guiyang Daily (贵阳日报, Guìyáng Rìbào) hanno formato la base principale di comunicazione in tutta la provincia. Negli ultimi anni, la popolarità ha lasciato il posto alle sue controllate:
- Guizhou Business Daily (贵州商报, GuiZhou Shangbao)
- Guizhou Metropolitan quotidiano (贵州都市报, GuiZhou Dushi Bao)
- China Development Report occidentale (西部开发报, Xibu Kaifa bao)
- Economica Informazioni Times (经济信息时报, Jingji Xinxi Shibao)
- New Times (新报, Xin Bao)
- Tianxia Digest (天下文摘, Tianxia Wénzhāi)
- News Window (新闻窗, Xinwen Chuang)

Tuttavia, il giornale rimane una fonte importante per il Partito Comunista Cinese.